# محمد علاق
محمد علاق (17 أغسطس 1974 أقني قغران- 8 مارس 2016 الجزائر العاصمة) هو عداء وبطل بارالمبي جزائري، صاحب أرقام قياسية في سباقات الـ 100 متر و200 متر و400 متر أيضاً.